# Trentemoult
 (novembre 2014).
Trentemoult est un ancien village de pêcheurs et de marins situé sur la rive gauche de la Loire, faisant partie de la commune de Rezé, au sud de Nantes, dans le département français de la Loire-Atlantique. Ses habitants sont appelés « Trentemousins ».

## Histoire

### Une île dans les îles
Trentemoult se situe dans un ancien ensemble insulaire : les îles de Rezé, cernées au nord par la Loire et au sud par le Seil. Le comblement de ce dernier a mis fin à cette insularité. Les îles de Rezé étaient constituées, de l'amont vers l'aval, de l'« île des Chevaliers » avec les villages de la « Haute-Île » et de la Basse-Île, du hameau de « North House » (appelé localement « Norkiouse ») et enfin de l'île de Trentemoult qui était séparée du reste de celles-ci par un petit cours d'eau : le « Courtil-Brisset ». Trentemoult concentrant l'essentiel de la population, le nom de l'île était souvent utilisé pour désigner l'ensemble des îles de Rezé, du reste habitées par les mêmes familles durant des siècles.
Selon la tradition, le village devrait son nom à un exploit guerrier qui eut lieu lors du siège de Nantes par les Normands au IXe siècle : trente braves auraient combattu contre des hommes du Nord. Moins épique mais peut-être plus crédible, « Trentemoult » pourrait être également issu de « trente moux » c'est-à-dire trente tertres. C'est effectivement sous le nom de « isle de trentemoux » que ce village est noté sur une carte de 1778 ainsi que dans le cadastre de 1827.

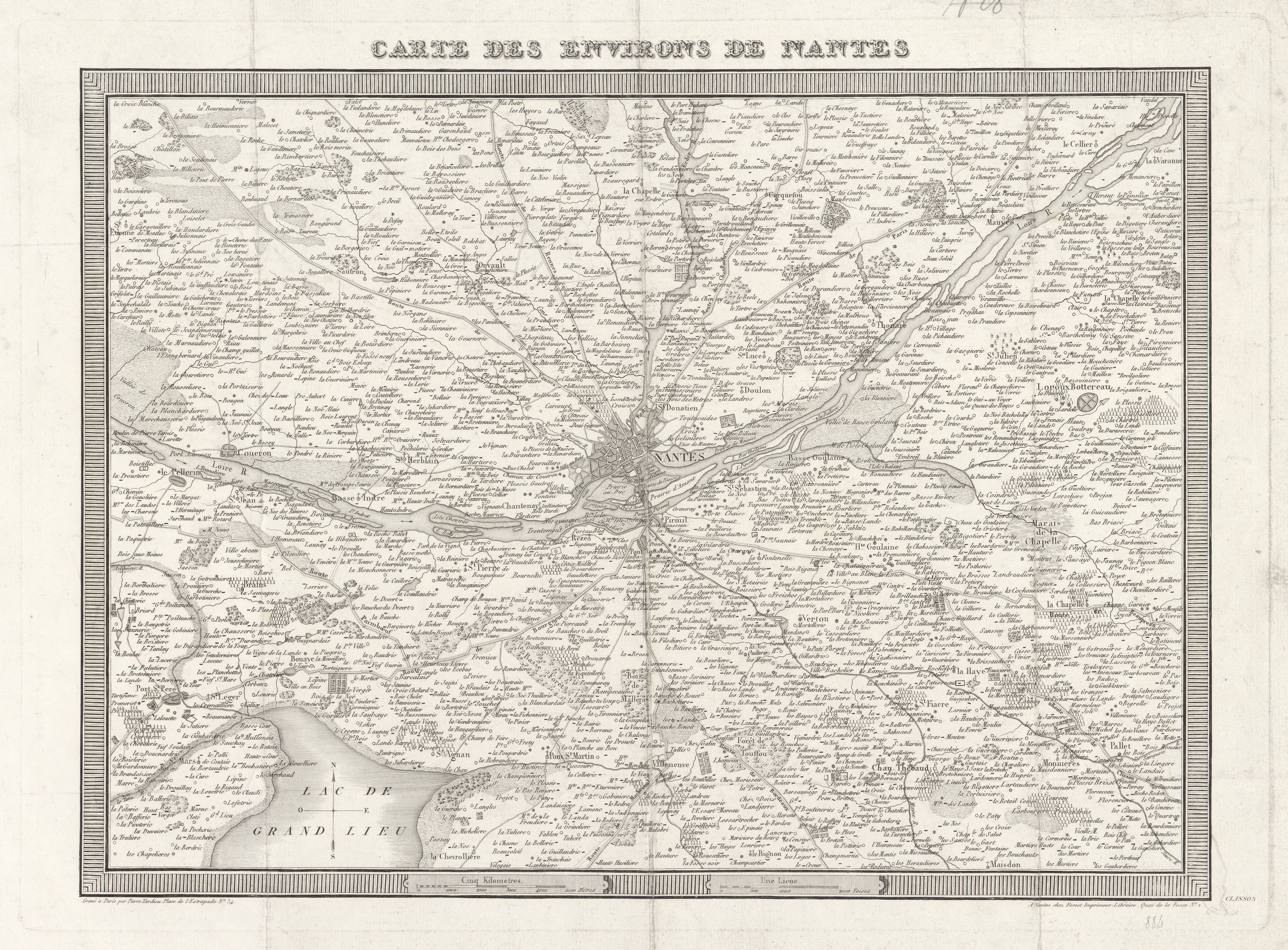
Trentemoult figurant sur la Carte des environs de Nantes, par Pierre Tardieu (1828)

### L'île des pêcheurs
Les trentemousins avaient la caractéristique, jusqu'au début du XIXe siècle, de vivre presque entièrement de la pratique de la pêche. Ils bénéficiaient notamment de ce privilège dans l'estuaire de la Loire, octroyé en 1397 par le duc de Bretagne Jean IV.
Les pêcheurs de Trentemoult embarquaient dans des petites barques à fond plat, appelées barges, à deux pour la pêche en Loire et à trois pour celle en mer. Pour cette dernière, ils n'hésitaient pas à s'aventurer jusqu'à La Rochelle et Lorient. À l'automne, ils se rendaient dans la baie de Mesquer pour la pêche au hareng. Les années 1756 et 1757 furent exceptionnelles et auraient rapporté un produit cumulé de plus de 300 000 livres à la communauté, une véritable fortune.

### L'île des capitaines
Au début du XIXe siècle, les marins trentemousins délaissent progressivement la pêche au profit du commerce maritime : cabotage puis long cours. Trentemoult devient ainsi et pendant tout le siècle, un des  principaux foyers de recrutement d'officiers de commerce pour le port de Nantes. Parmi ce grand nombre de capitaines trentemousins, on peut citer les noms de Julien Chauvelon, capitaine du Belem pendant 13 ans ou de Georges Aubin, à qui l'on doit plusieurs récits de voyages maritimes.
Parallèlement, pour répondre à la demande de ces capitaines, des chantiers navals se développent dans les îles, à Trentemoult d'abord, puis à Norkiouse par manque de place : les principaux étant les chantiers Chauvelon et Lemerle dans la première moitié du XIXe siècle, Boju, Clergeau et Tillé dans la seconde moitié. À l'apogée des chantiers, ce sont des bricks et des trois-mâts qui sortent des cales trentemousines.

### Déclin et renaissance
À la fin du XIXe siècle, le village est un lieu prisé par les Nantais : la création de la ligne des roquios en 1887 permet d'accéder plus facilement aux régates, baignades et guinguettes mais, parallèlement, la population résidente est devenue ouvrière, principalement main d'œuvre pour les chantiers navals de Nantes.

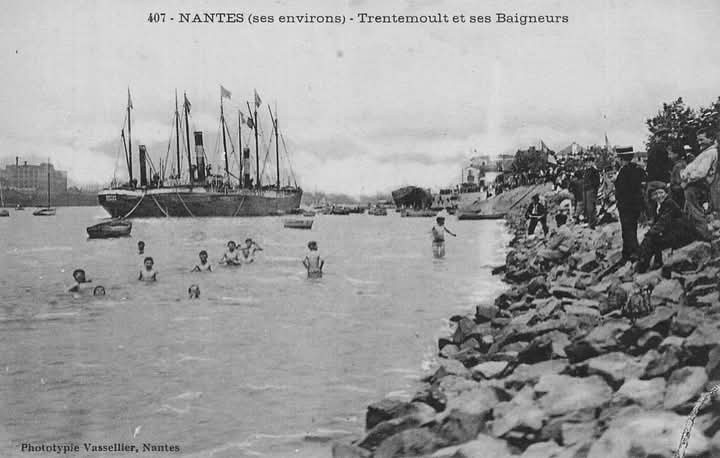
Baigneurs dans la Loire à Trentemoult vers de début du XXe siècle.
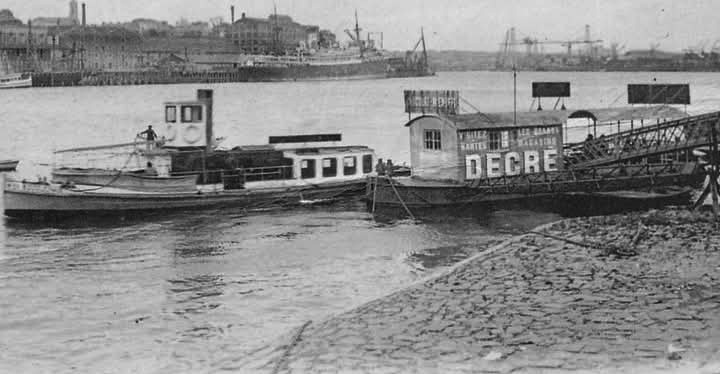
Roquio assurant la liaison passagers sur la Loire entre Trentemoult et Nantes. On note une publicité pour les magasins Decré.

En 1946, Trentemoult est considéré comme insalubre et, en 1970, la ligne des roquios est abandonnée. En 1979, la création d'un port de plaisance relance l'intérêt pour le site. Le tournage du film La Reine blanche, en 1990, rend le village de nouveau attractif et le prix de l'immobilier y augmente. La liaison fluviale avec Nantes est rétablie en 2005. Bien que le village dépende de Rezé, l'office de tourisme l'intègre dans ses propositions de visite, signe de l'attrait retrouvé de Trentemoult.

## Habitat
Les maisons traditionnelles des pêcheurs, adaptées aux crues de la Loire, étaient généralement construites sur trois niveaux. Le premier, inondable, était occupé par le cellier, la pièce d'habitation étant au deuxième niveau. Le dernier niveau était occupé par un grenier qui pouvait parfois communiquer avec les greniers mitoyens, permettant ainsi aux voisins de se rencontrer sans avoir besoin d'utiliser des embarcations. Les escaliers étaient en principe extérieurs pour accéder directement à la pièce d'habitation lors des inondations. Ces derniers étaient cependant parfois doublés par un escalier intérieur.
La construction des quais (« Surcouf » à partir de 1850, « Marcel-Boissard » entre 1860 et 1888) a réduit les risques de débordement du fleuve.
Les dernières grandes crues mémorables sont celles de 1910 et 1935.
Dans la seconde moitié du XIXe siècle, des capitaines, dont des cap-horniers, se sentant à l'étroit dans les maisons de pêcheurs, se sont fait construire autour du vieux village des maisons bourgeoises, pourvues de jardins d'agréments caractérisés par la présence de plantes exotiques ramenées de leurs lointains voyages.
De nos jours, le quartier des pêcheurs a la particularité d'avoir des maisons colorées aux façades originales et personnalisées.

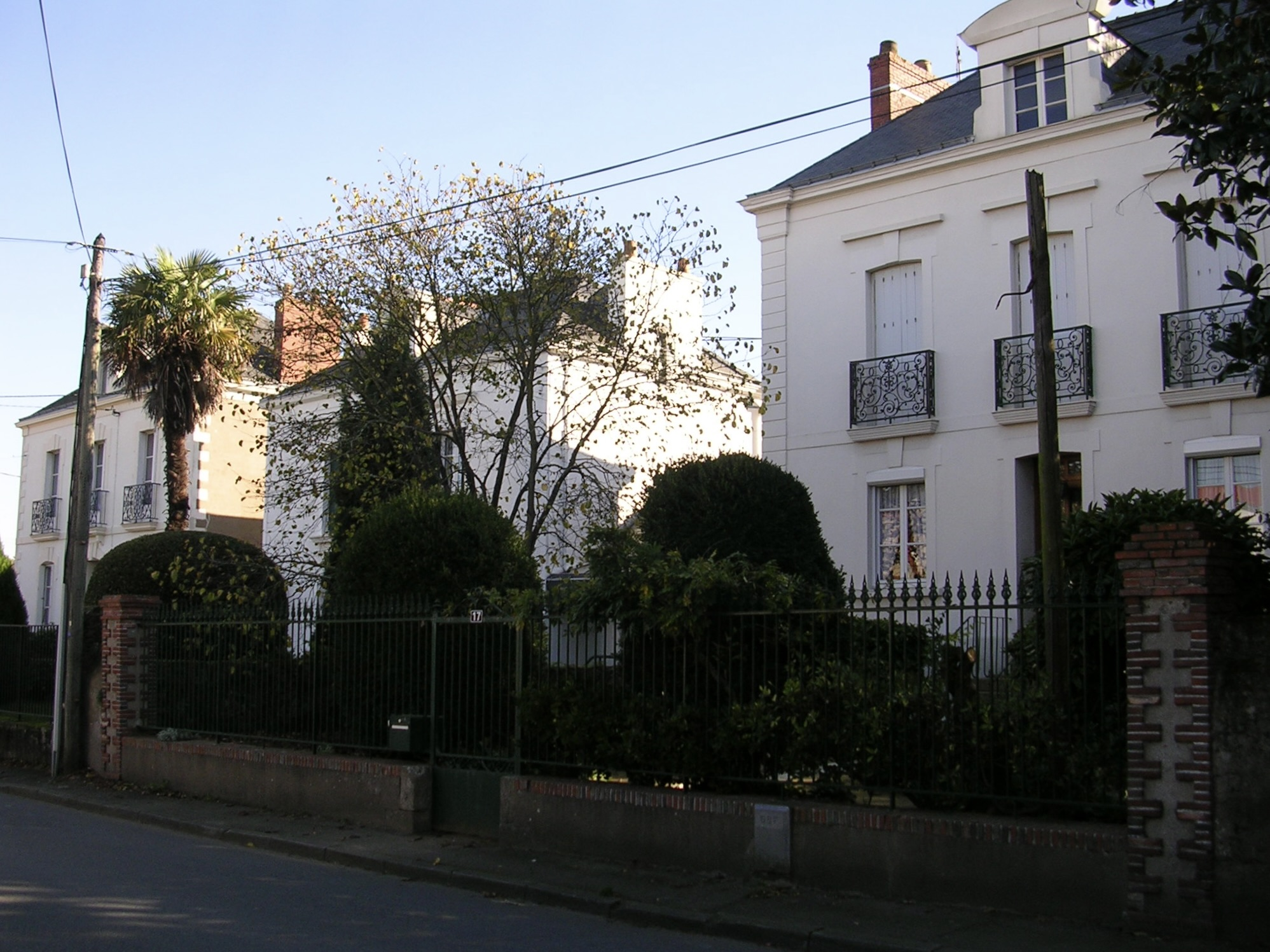
Maisons de capitaines à Trentemoult.
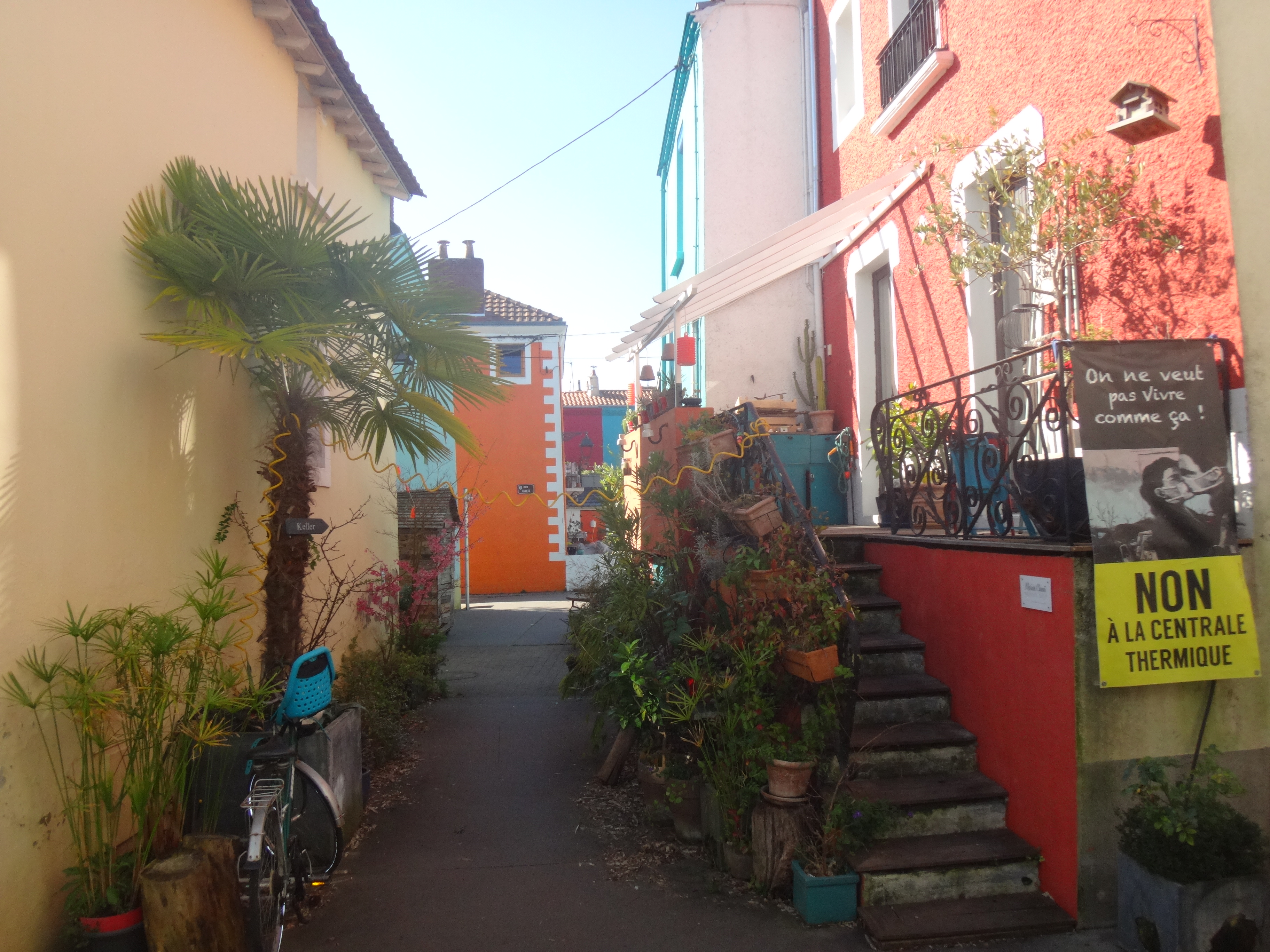
Maisons du quartier des pêcheurs.
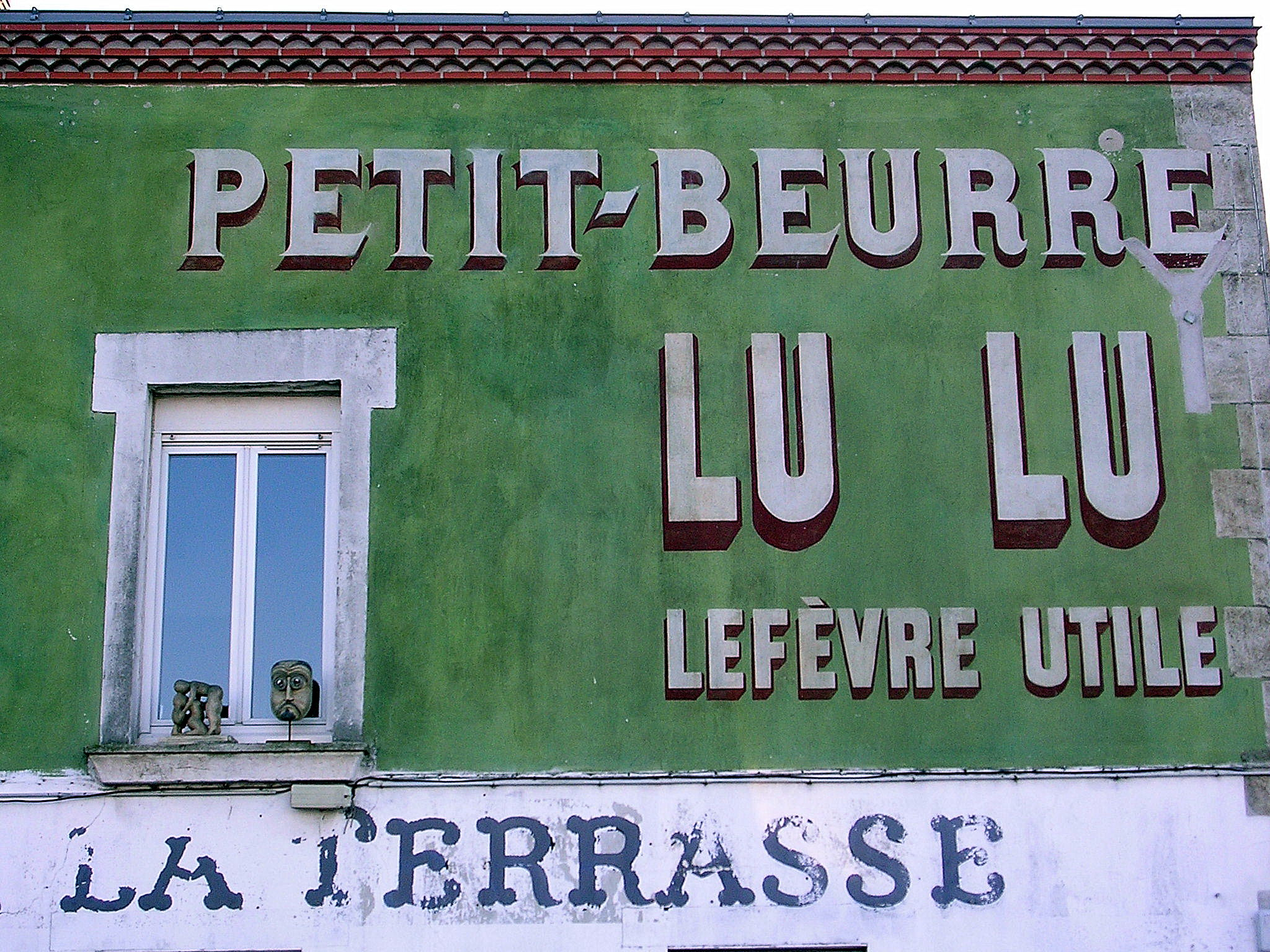
Publicité murale Lefèvre-Utile à Trentemoult.

## Cinéma et littérature
Le cinéaste Jean-Loup Hubert est venu y tourner La Reine blanche avec Catherine Deneuve en 1990. Certains vestiges de décoration mise en place pour l'occasion subsistent en 2009. Claude Chabrol est également venu y tourner La Demoiselle d'honneur en 2005.
Trentemoult inspire encore les jeunes cinéastes, par exemple pour le court-métrage Trentemoult.
Dans Le Crabe-Tambour, roman de Pierre Schoendoerffer paru en 1976, le narrateur raconte une anecdote « d'avant la guerre quand, enfant, son père l'emmenait à Trentemoult, les dimanches de printemps, voir un de ses vieux amis, un capitaine au long cours qui avait commandé chez Bordes ».

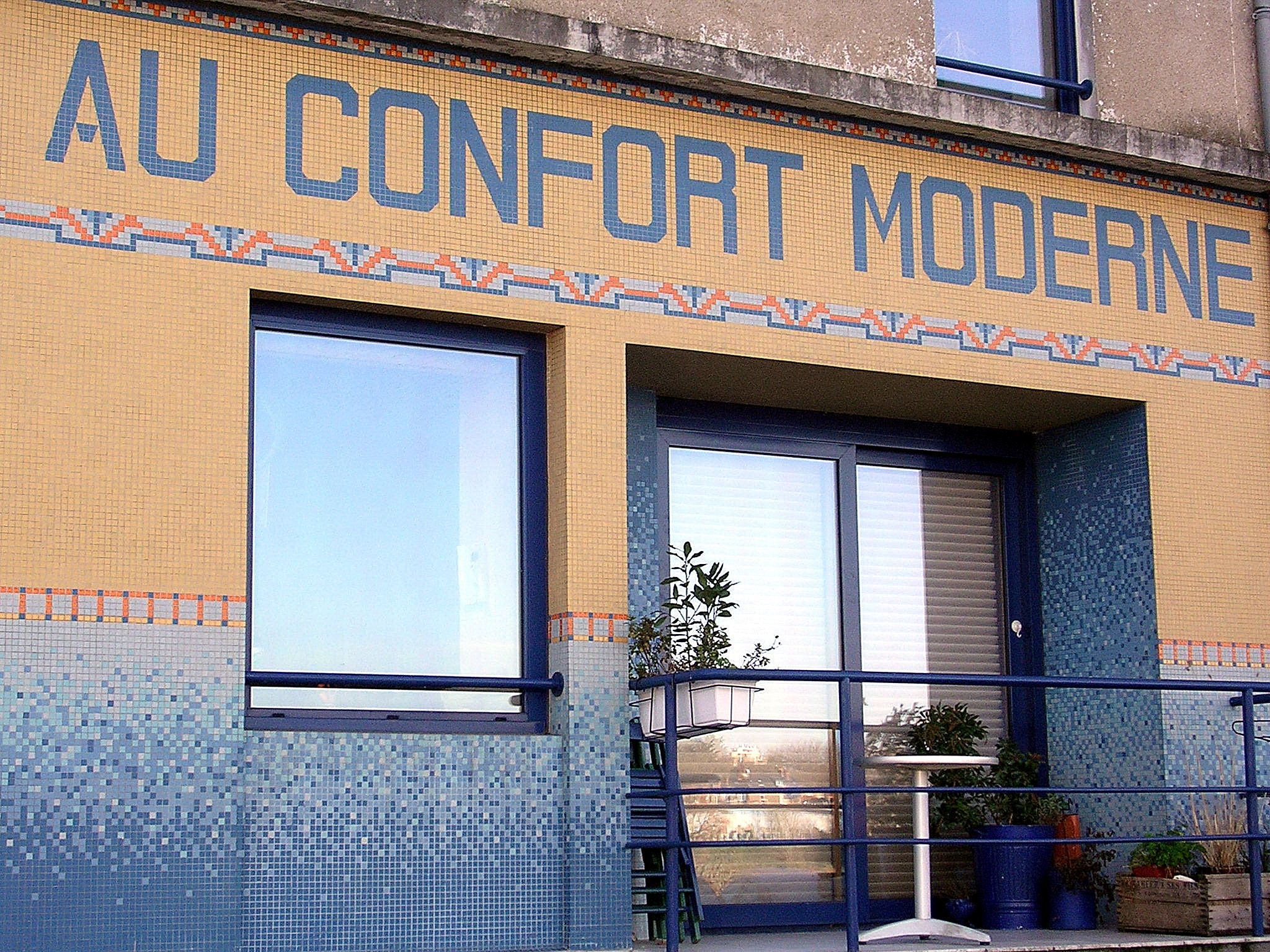
Façade du film La Reine blanche.

## Usages du fleuve
Depuis 2005, une ligne de Navibus assure la liaison entre la gare maritime, le centre de Nantes et le village, rappelant l'époque où le roquio était l'un des modes de traversée de la Loire.

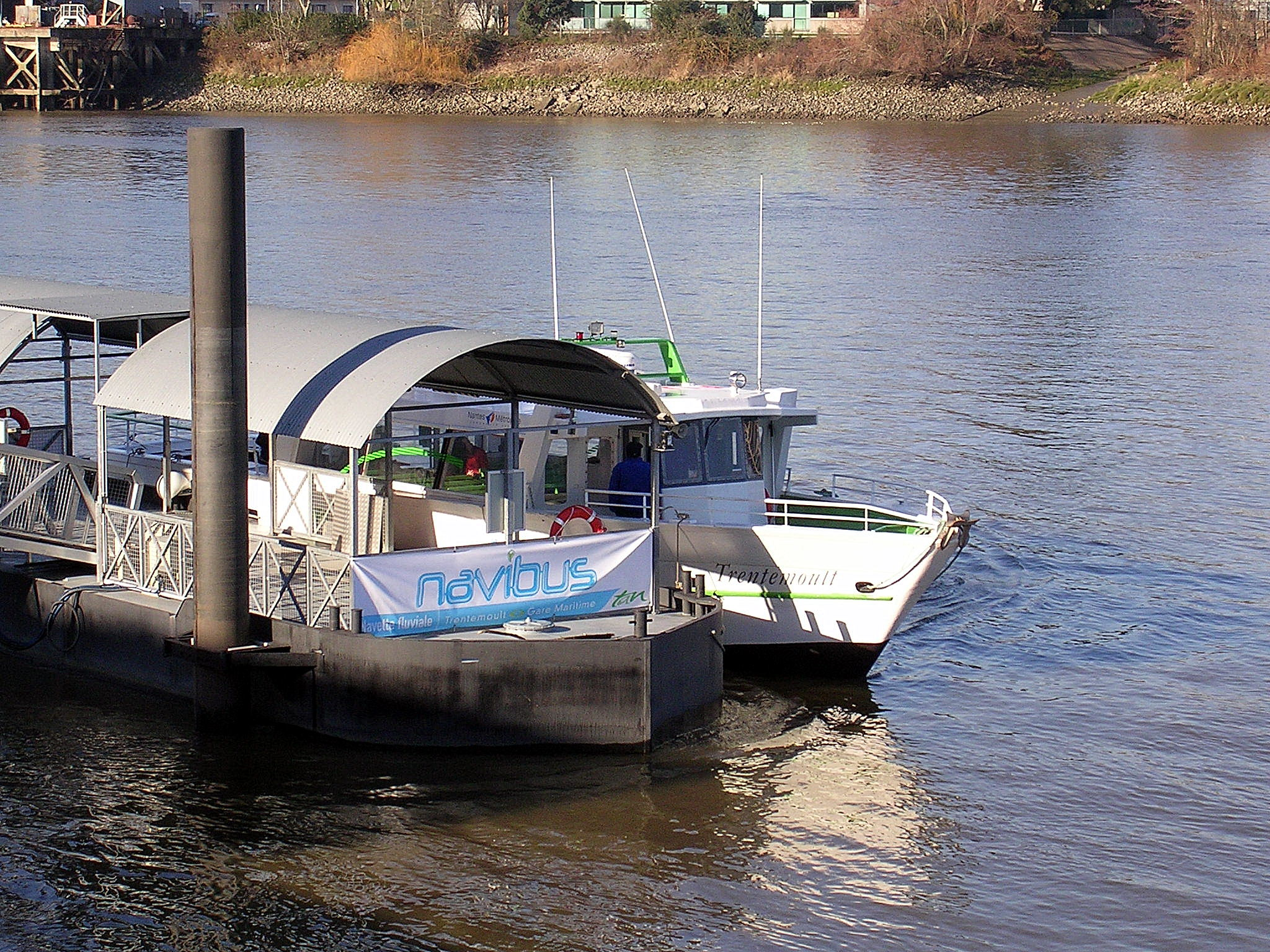
Embarcadère du Navibus sur la Loire à Trentemoult.
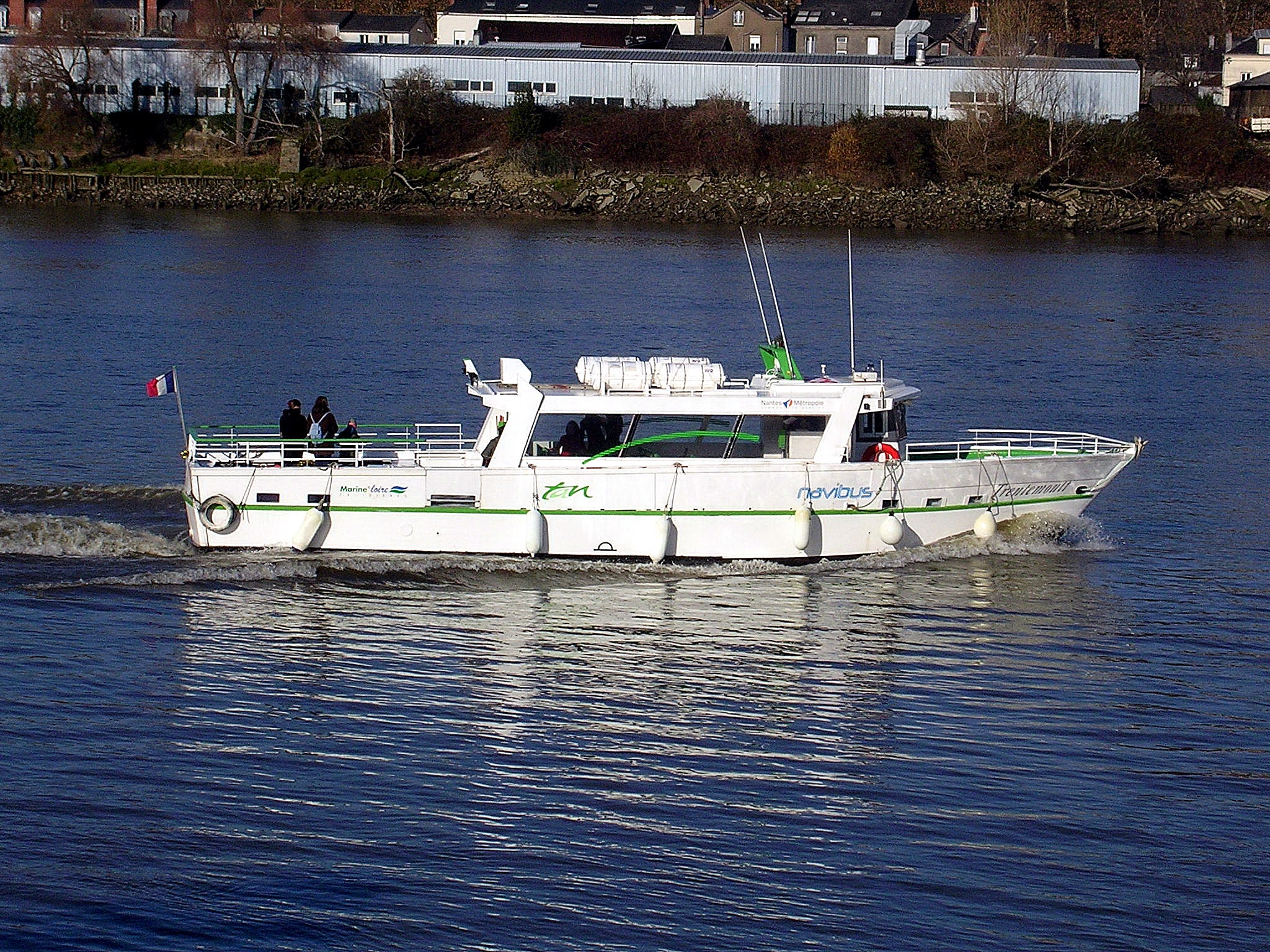
Liaison Roquio : traversée de la Loire Trentemoult-Nantes.
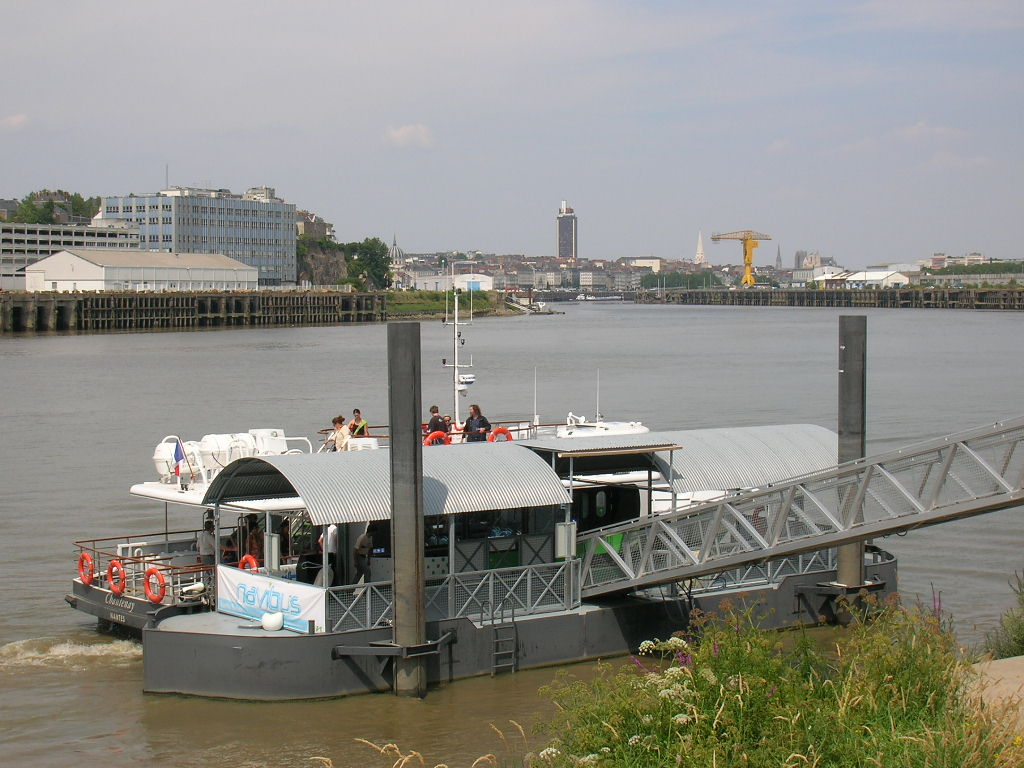
Navibus à quai à Trentemoult.

Trentemoult est doté d'un port de plaisance.

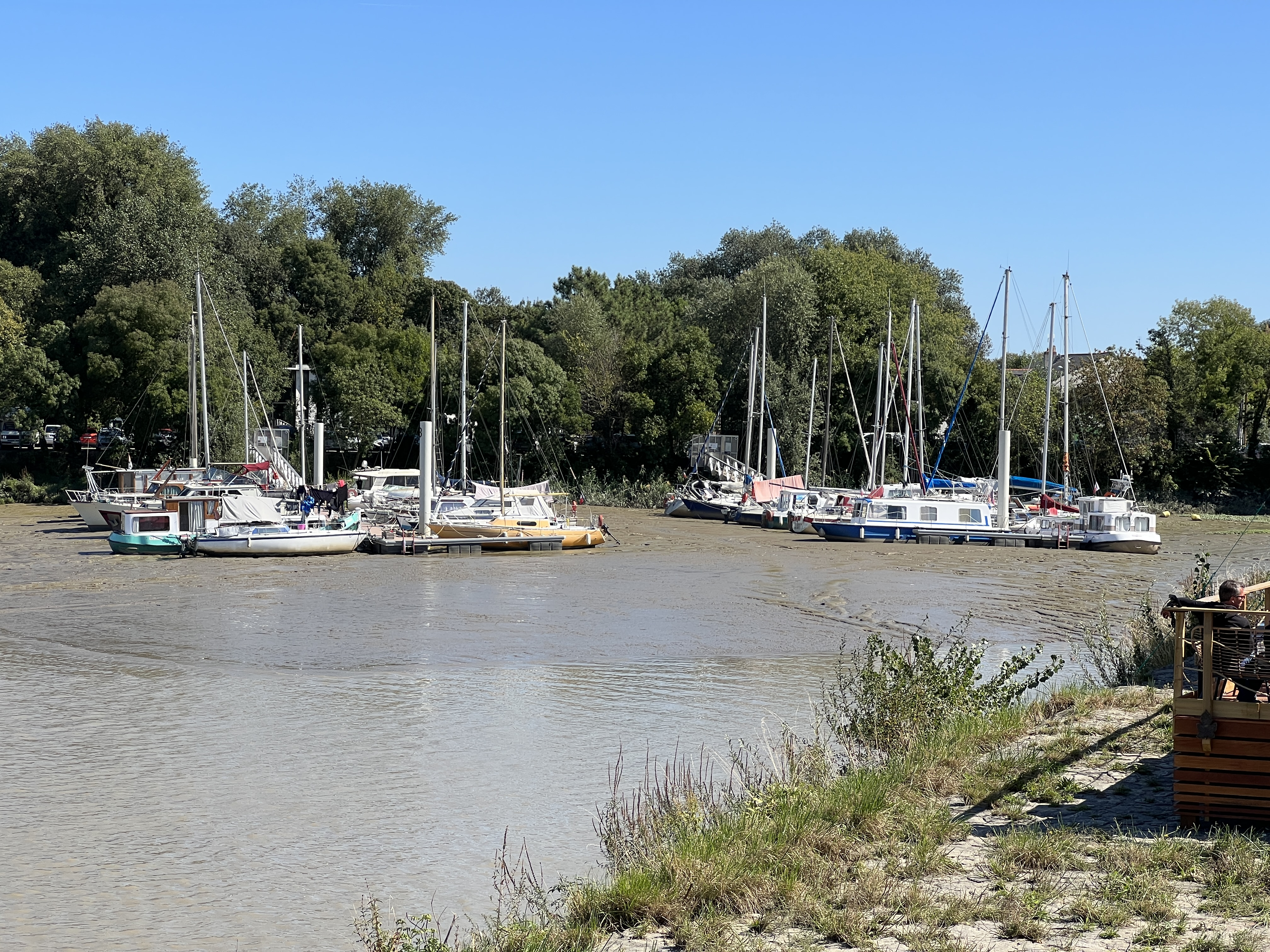
Le port de plaisance.

#### Histoire
- Daniel Auduc, Trentemoult et les îles, Nantes, Éditions du Petit véhicule, coll. « Le carré de l'imaginaire », 2003, 141 p. (ISBN 2-84273-383-5).
- Stéphane Bern, Le village préféré des français, 44 trésors incontournables, Paris, Albin Michel, 2015, 256 p. (ISBN 978-2-226-25920-2)Ce livre est tiré de l'émission Le village préféré des français, diffusée par France Télévisions, conçue et produite par Morgane Production : Trentemoult , pages 50 à 53
- Vincent Bugeaud, Quand les bargers se font monnayeurs : une "aristocratie" chez les pêcheurs de l'estuaire de la Loire au XVIIIe siècle dans Annales de Bretagne, tome 112, 2005, no 4, p. 43-84.
- Vincent Bugeaud, Les bargers de Trentemoult et la pêche des harengs sur les côtes guérandaises au XVIIIe siècle, in Les cahiers du Pays de Guérande, no 46, 2007, p. 79-85.
- Vincent Bugeaud, 'Trentemoult et Haïti au XIXème siècle : Un réseau familial dans le négoce du café , dans L'Ami de Rezé, no 57, 2009, p. 2-26.
- Michel Kervarec, Rezé pendant la Révolution et l'Empire, ACL Éditions, 1987.
- Michel Kervarec, Rezé au XIXe siècle, ACL Éditions, 1987.
- Catherine Olart (photogr. Laurent Allenou), Nantes secret et insolite : les trésors cachés de la cité des ducs, Paris, Les Beaux Jours/Compagnie parisienne du livre, 2009, 176 p. (ISBN 978-2-35179-040-3), p. 166
- Serge Plat, Des roquios aux navibus, Coiffard édition, 2010.
- Pierre Schoendoerffer, Le crabe tambour, Le livre de poche, 1976, 303 p., p. 111-115

#### Romans
- Georges Aubin, Les hommes en suroît, Flammarion, 1963.
- Marcelle Gaston-Martin, La Belle Trentemousine, Rieder, 1934.
- Jean-Claude Caron, Le trésor de Trentemoult, et autres histoires, Sargasses, 2010, lire en ligne.